# Hostivice
Hostivice (niem. Hostiwitz) − miasto w Czechach, w kraju środkowoczeskim. Według danych z 31 grudnia 2003 powierzchnia miasta wynosiła 1447 ha, a liczba mieszkańców 4915 osób.

## Demografia
| Rok             | 1970  | 1980  | 1991  | 2001  | 2003  |
| --------------- | ----- | ----- | ----- | ----- | ----- |
| Liczba ludności | 4 157 | 4 310 | 4 021 | 4 586 | 4 915 |

Źródło: Czeski Urząd Statystyczny